# Lophiotoma brevicaudata
Lophiotoma brevicaudata is een slakkensoort uit de familie van de Turridae. De wetenschappelijke naam van de soort is voor het eerst geldig gepubliceerd in 1843 door Reeve.